# 제임스 클라크 로스
제임스 클라크 로스 경(영어: Sir James Clark Ross, 1800년 4월 15일 ~ 1862년 4월 3일)는 영국의 해군 군인이자 탐험가, 지리학자이다.

## 생애
런던에서 태어나 1812년에 영국 해군에 입대했다. 1818년에는 삼촌인 존 로스와 함께 북서항로 탐험을 위한 첫 항해에 나섰고, 1819년부터 1827년까지는 윌리엄 에드워드 패리가 이끄는 북극 탐험에 참여했다. 1828년에는 왕립 학회의 회원으로 선출되었다. 1829년부터 1833년에 걸쳐 다시 삼촌인 존 로스를 따라 북극 탐험에 참가하고 탐험 중이던 1831년 6월 1일에 인류 역사상 최초로 자북극에 도달했다. 1835년부터 1838년까지는 브리튼 제도에서의 첫 체계적인 지구 자기장 탐사에 종사했다. 1839년부터 1843년까지 로스는 에러버스 호와 테러 호 2대로 구성된 남극 탐험대를 이끌고 자남극 도달을 목표로 남극 항해에 나섰다. 자남극에 도달할 수 없었지만, 로스해, 빅토리아랜드와 로스 섬에 위치한 화산인 에러버스 산, 테러 산, 멜버른 산, 폴렛 섬을 발견하고, 이중에서 에러버스 산이 활화산임을 확인하는 등 많은 연구 결과를 얻었다. 1842년에는 왕립 지리학회 메달을 수상하였으며, 1843년에는 영국의 국왕인 빅토리아 여왕으로부터 기사 작위를 수여받았다. 1848년에는 북극 탐험에 나섰다가 조난당해 사망한 영국의 해군 군인인 존 프랭클린과 그의 탐험대원들의 시신을 수습하기 위해 북극으로의 항해에 나섰다. 1862년에 잉글랜드의 버킹엄셔주에 있는 자택에서 사망하였다.